# Echymipera
Echymipera Lesson, 1842 è il genere dell'ordine dei Peramelemorfi che comprende i cosiddetti bandicoot spinosi della Nuova Guinea. Vi appartengono cinque specie:
- Bandicoot spinoso dal naso lungo, Echymipera rufescens
- Bandicoot spinoso di Clara, Echymipera clara
- Bandicoot spinoso di Menzies, Echymipera echinista
- Bandicoot spinoso comune, Echymipera kalubu
- Bandicoot spinoso di David, Echymipera davidi